# Gynoplistia subclavipes
Gynoplistia subclavipes là một loài ruồi trong họ Limoniidae. Chúng phân bố ở miền Australasia.